# Margarodes gallicus
Margarodes gallicus är en insektsart som först beskrevs av Victor Antoine Signoret 1876.  Margarodes gallicus ingår i släktet Margarodes och familjen pärlsköldlöss.
Artens utbredningsområde är Frankrike. Inga underarter finns listade i Catalogue of Life.